# オーストラリアヅル

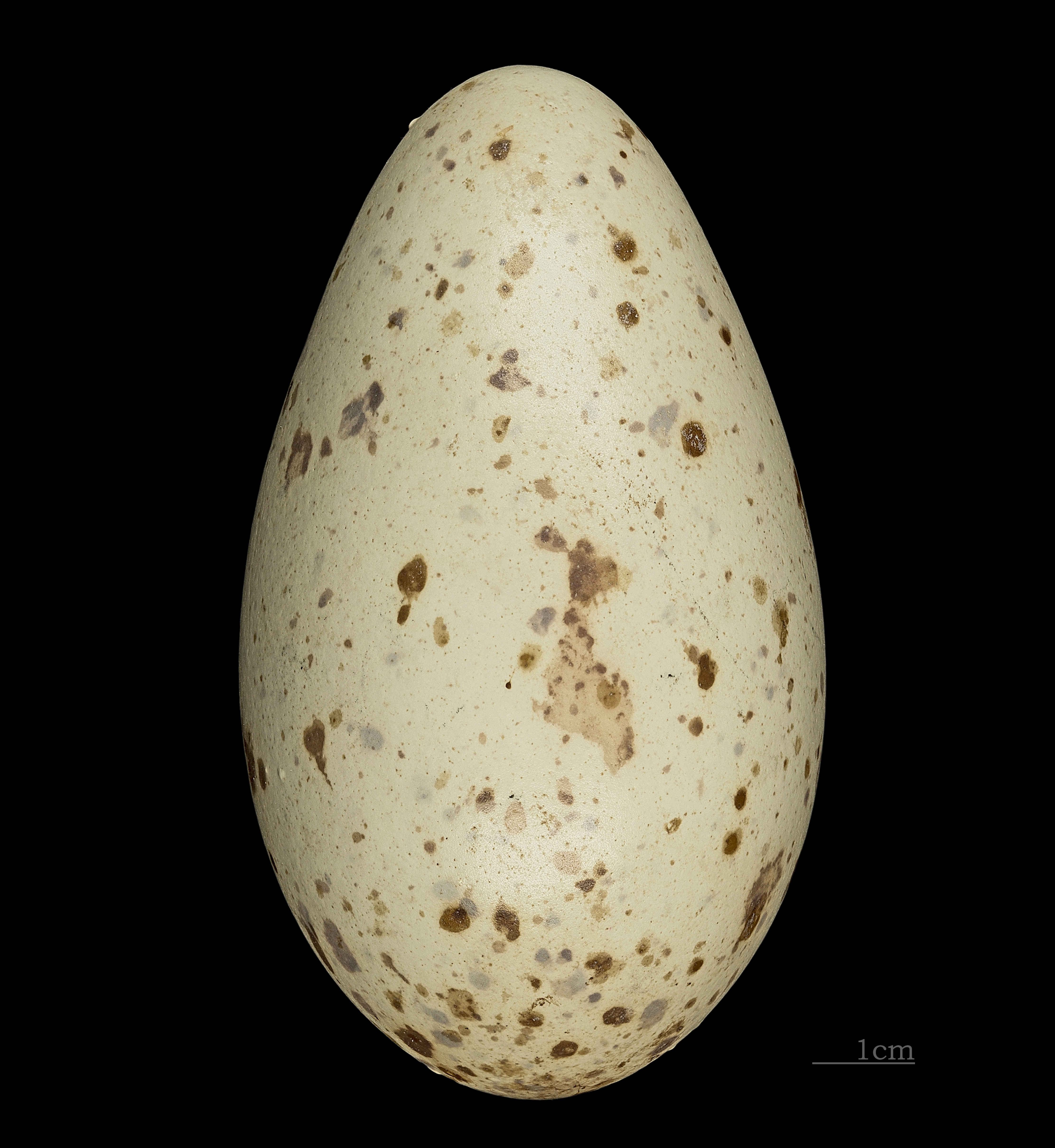
Grus rubicunda

オーストラリアヅル（Grus rubicundus）は、ツル目ツル科ツル属に分類される鳥類。

## 分布
インドネシア（パプア州東部）、オーストラリア北部および東部、パプアニューギニア（ニューギニア島のセピック川、フライ川流域）

## 形態
全長105-125cm。頭部には羽毛がなく、赤い皮膚が露出する。喉には肉垂れがあり、黒い羽毛で被われる。虹彩は黄色やオレンジがかった黄色。嘴の色彩は緑褐色。後肢の色彩は灰黒色。

## 生態
湖沼や湿原などに生息する。非繁殖期には大規模な群れを形成し生活する。
食性は雑食で、昆虫、魚類、爬虫類、カエル、植物の根、種子などを食べる。
繁殖形態は卵生。湿原で乾燥した地面の窪みに枯れ草を積み上げた巣を雌雄で作り、2個の卵を産む。雌雄交代で抱卵し、抱卵期間は28-30日。